# Hopea bancana
Hopea bancana är en tvåhjärtbladig växtart som först beskrevs av Jacob Gijsbert Boerlage, och fick sitt nu gällande namn av Van Slooten. Hopea bancana ingår i släktet Hopea och familjen Dipterocarpaceae. Inga underarter finns listade i Catalogue of Life.